# 253. strelska divizija (ZSSR)
253. strelska divizija (izvirno rusko 253. стрелковая дивизия; kratica 253. SD) je bila strelska divizija Rdeče armade v času druge svetovne vojne.

## Zgodovina
Divizija je bila ustanovljena julija 1941 v Voločansku in bila uničena maja 1942. Ponovno je bila ustanovljena septembra 1942.